# Chlorocebus tantalus
Chlorocebus tantalus là một loài động vật có vú trong họ Khỉ Cựu thế giới, bộ Linh trưởng. Loài này được Ogilby mô tả năm 1841.
Đây là loài đặc hữu của Ghana, Sudan, và Kenya. Ban đầu nó được xem là phân loài của Chlorocebus aethiops. Tất cả các loài trong Chlorocebus trước đây được đặt trong chi Cercopithecus.
Loài này có 3 phân loài được công nhận:
- Chlorocebus tantalus tantalus
- Chlorocebus tantalus budgetti
- Chlorocebus tantalus marrensis

## Hình ảnh

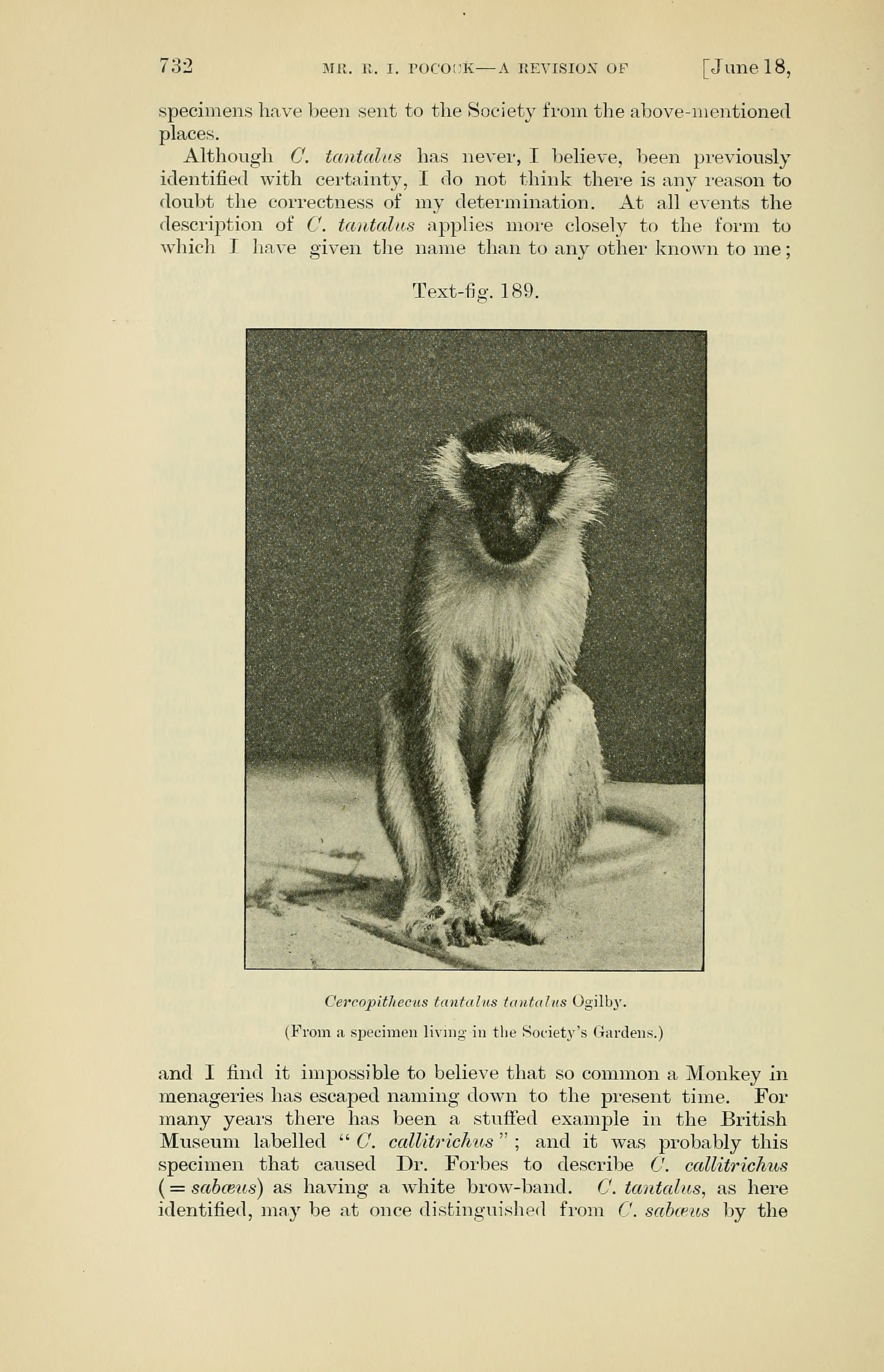
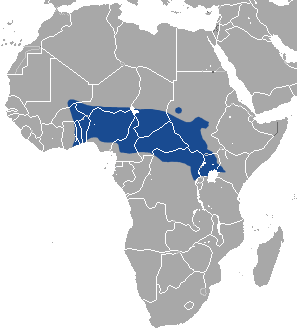